# 大夏 (舞蹈)
《大夏》是夏朝禹時期最具有代表性的樂舞。
據聞堯帝在位時，洪水氾濫，民不聊生，禹的父親鯀被四岳推選領導治水，堯便派鯀去治水。鯀受命治理洪水水患，使用障水法，就是在岸邊設置河堤。但水卻越淹越高。鯀歷時九年，終究未能平息洪水災禍。後來，堯將帝位禪讓給舜，鯀便被舜處死（一說流放）。
之後，禹便繼任父親的治水工作。他汲取了鯀治水失敗的教訓，改用疏導法治理水患。經過十三年的治理，終於疏通九河。在治水的過程之中，禹也促進了各部落族人的團結。禹因治水有功，舜便將帝位禪讓給禹。由禹開始，史稱夏朝。
百姓為了歡慶治水的勝利，便開始歌頌禹治水的功績，並舉行盛大的慶典活動。而在慶典中所表演的樂舞，就是《大夏》。這還有另一種說法：即禹繼位之後，便命令大臣皋陶製作《夏籥》九樂章，以此來宣揚自己治水的功績。
《大夏》用籥伴奏，故亦稱《夏籥》。又因樂舞共分九成（即九段），所以也稱《夏籥九成》。「籥」字由最初的甲骨文研究顯示，它大概是用兩根竹管所製成的一種樂器。古人用繩子將兩根竹子捆在一起，管子上端有吹孔，可以吹奏發出聲音。一件籥可以吹出兩個音符，據說是「排簫」的前身。
根據《禮記‧祭統》和《禮記‧明堂位》的記載，周朝時期仍有《大夏》的表演。周朝時期的《大夏》，舞者由六十四人所組成，每八人站成一行，稱為「一佾」，共八行，所以稱為「八佾」。舞者的頭上戴著皮製帽子，上半身裸露，下半身穿著白色短裙。右手持羽毛，左手持籥，一邊歌唱，一邊奏樂，一邊舞蹈。是一種盛大的場面，表現出粗獷和質樸的味道。商周兩代，君王一直命人表演《大夏》，用以祭祀山川。

©本文參考書籍《中國古代音樂舞蹈史話》張以慰著／北京大學中國傳統文化研究中心主編／大象出版社